# 래플스의 상륙지

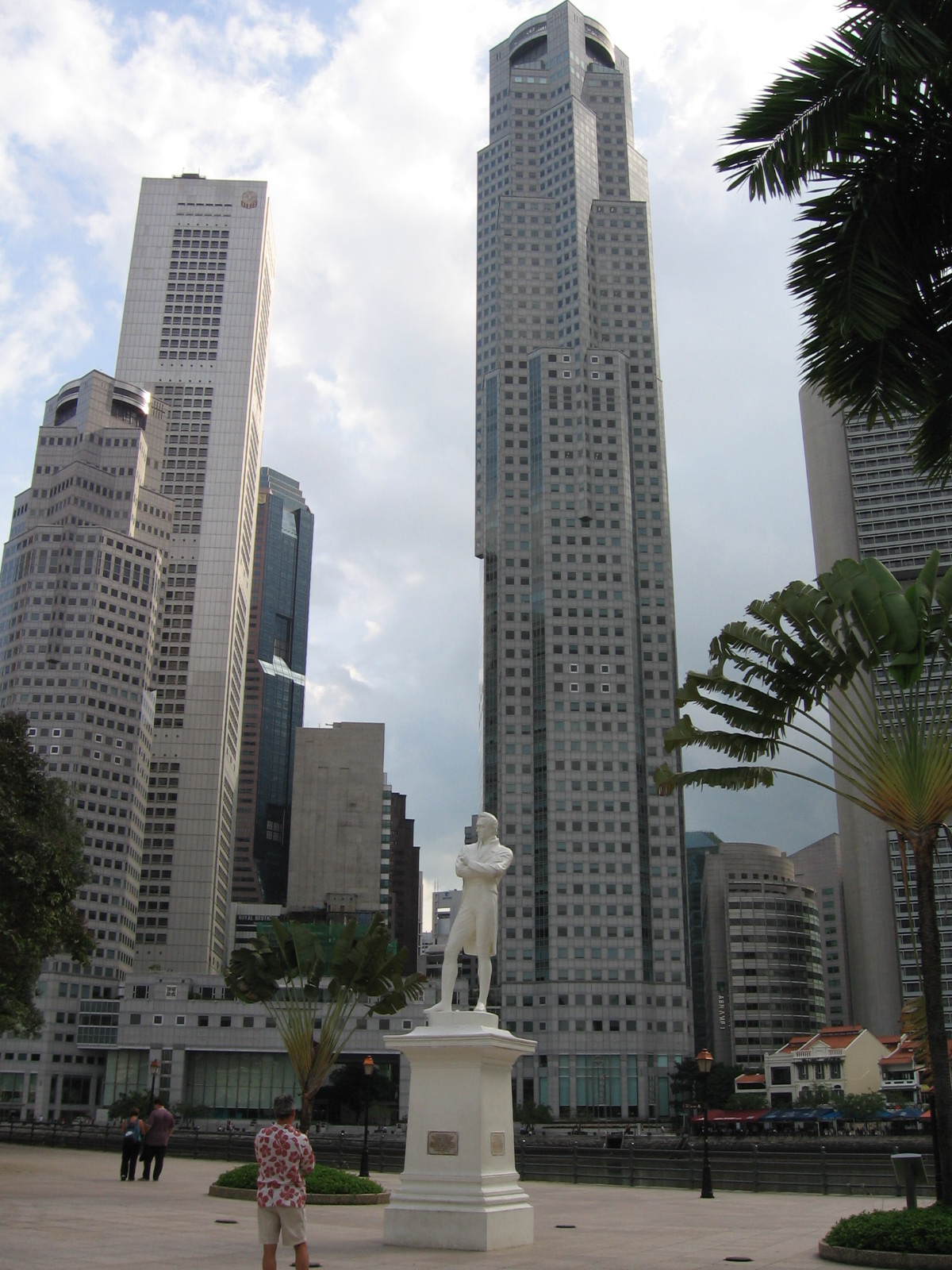

래플스의 상륙지(Raffles' Landing Site)는 1819년 1월 28일 토머스 스탬퍼드 래플스가 상륙한 지역이다.
싱가포르 강 하구에 엠프레스광장이라는 지역에는 엠프레스 글레이스 박물관과 빅토리아 메모리얼 홀이 있다. 빅토리아 메모리얼 홀의 시계탑 앞에는 스탬퍼드 래플스 경의 검은색 동상이 서 있다. 또한 빅토리아 메모리얼 홀 옆쪽으로 래플스 상륙 기념지인 싱가포르 강변 노스보트 부두에는 검은 동상의 모작인 듯한 하얀 래플스 동상이 있다.

## 같이 보기
- 토머스 스탬퍼드 래플스